# جراح‌ماهی خال‌سفید
جراح‌ماهی خال‌سفید (نام علمی: Acanthurus guttatus) نام یک گونه از سرده جراح‌ماهی است. این گونه از خانواده جراح‌ماهیان در صخره‌های مرجانی در اقیانوس آرام و هند یافت می‌شود.

## مشخصات
این گونه ماهی دارای بدنی تقریباً فشرده و دمی کوتاه است. بیشتر بدن این ماهی به رنگ سیاه با خال‌هایی سفید رنگ بر روی بدن آن دمی به رنگ سیاه و کرمی است. این ماهی خط‌هایی به رنگ نقره‌ای مایل به سفید دارد. حداکثر اندازه این ماهیی ۲۶ سانتی‌متر است.

## پراکندگی
این گونه در آب‌های روشن در اقیانوس هند و آرام زندگی می‌کند. این گونه در موریس تا جنوب ژاپن، اندونزی و شمال استرالیا پراکندگی دارد. این گونه به صورت سرگردان در منطقه پام بیچ، فلوریدا در ایالت متحده آمریکا مشاهده می‌شود.